# Christy Brown
Christy Brown (* 5. Juni 1932 in Dublin; † 6. September 1981 in Parbrook, Somerset, England; oft findet sich auch die Schreibung Cristy Brown) war ein irischer Maler und Autor.

## Leben
Christy Brown wuchs als zehntes von 22 Kindern in ärmlichen Verhältnissen in Dublin auf. Er war mit einer schweren Athetose geboren worden, konnte nur den linken Fuß kontrolliert bewegen und galt zunächst auch als geistig schwer behindert und bildungsunfähig, wurde jedoch insbesondere dank der Initiative seiner Mutter so gefördert, dass er sich schließlich nicht nur verständlich machen, sondern auch Bilder und geschriebene Texte produzieren konnte. 1954 erschien sein autobiografischer Erstling Mein linker Fuß, der 1989 unter demselben Titel mit Daniel Day-Lewis in der Hauptrolle verfilmt wurde.
Auf dem deutschen Buchmarkt war außerdem zeitweise Ein Fass voll Leben zu erhalten, während Browns weitere Bücher nicht ins Deutsche übersetzt wurden. Er schrieb und malte ausschließlich mit Hilfe seines linken Fußes; die Hände konnte Christy Brown zeitlebens nicht gebrauchen. Am 5. Oktober 1972 heiratete er Mary Carr; 1981 starb er an einem schweren Erstickungsanfall.
Es gibt in Deutschland drei Förderschulen, die nach Christy Brown benannt sind: Die Christy-Brown-Schule in Villingen-Schwenningen (Baden-Württemberg), die Christy-Brown-Schule in Duisburg (Nordrhein-Westfalen) und die Christy-Brown-Schule in Herten (Nordrhein-Westfalen).

## Werke (Auswahl)
- My Left Foot. London, Secker & Warburg, 1954.
  - Mein linker Fuß. Berlin: Henssel 1956 (Deutsche Erstausgabe)
- Down All the Days. London, Secker & Warburg 1970.
  - Ein Faß voll Leben. Bern, München, Wien: Scherz 1972. (Deutsche Erstausgabe)
- Come Softly to My Wake: The Poems of Christy Brown. London: Secker and Warburg 1971.
- A Shadow of Summer. Pan Books 1974.
- Of Snails and Skylarks: Poems. London: Secker & Warburg 1977.
- Wild Grow the Lilies. Scarborough House 1990. ISBN 978-0-8128-2470-4